# 于天文
于天文（1947年8月15日—2020年6月9日），男，黑龙江依兰人，中国戏剧评论家、戏剧活动家，曾任吉林艺术学院副院长、教授，吉林省作家协会副主席，吉林省文学艺术界联合会副主席。